# Первомайская улица (Минск)
Первомайская улица (бел. Першамайская вуліца) — улица в центре Минска, в Ленинском районе. До 1919 года называлась Весёлой из-за находившихся здесь увеселительных заведений.
Проходит параллельно проспекту Независимости. Пересекает улицы: Красноармейскую, Захарова. Рядом с улицей расположены станции метрополитена Купаловская, Октябрьская.
В начальной части на улицу выходит Центральный детский парк имени Максима Горького.
Первые здания на улице появились в конце XVIII века. Улица располагалась вблизи района Кошары, где были построены военные казармы. Вокруг казарм выросло множество питейных и других увеселительных заведений. Из-за них улица получила своё название — Весёлая улица.
На этой улице в течение многих лет располагался городской бесплатный родильный приют, в 1920-е годы ставший родильным домом № 1.
После установления советской власти в 1923 году улица была переименована в Первомайскую.